# Łoknia (rejon konotopski)
Łoknia (ukr. Локня) – wieś na Ukrainie, w obwodzie sumskim, w rejonie konotopskim, w hromadzie Królewiec. W 2001 liczyła 569 mieszkańców, spośród których 546 wskazało jako ojczysty język ukraiński, a 23 rosyjski.